# صاغر
صاغر قرية سوريّة تتبع إداريّاً لمحافظة حلب منطقة عفرين ناحية مركز بلبل، بلغ تعداد سكانها 173 نسمة حسب التعداد السكاني لعام 2004.